# بنجامين كولير
بنجامين كولير (بالإنجليزية: Benjamin Collier) هو لاعب هوكي الحقل نيوزيلندي، ولد في 19 يونيو 1984.

## وصلات خارجية
- بنجامين كولير على موقع أوليمبيديا (الإنجليزية)
- بنجامين كولير على موقع اللجنة الأولمبية النيوزيلندية (الإنجليزية)
- بنجامين كولير على موقع اتحاد ألعاب الكومنولث (مؤرشف) (الإنجليزية)